# Die Frau ohne Schatten
Die Frau ohne Schatten ("A Mulher sem Sombra" em alemão) é uma ópera em três atos do compositor alemão Richard Strauss com libreto de seu colaborador de longa data, o poeta Hugo von Hofmannsthal. Quando a obra estreou em Viena em 10 de outubro de 1919, críticos e a plateia não se entusiasmaram (muitos citaram problemas com o libreto complicado e altamente simbólico de Hofmannsthal). Atualmente, a ópera é considerada por muitos uma das melhores obras ou mesmo a melhor obra de Strauss, embora seja menos apresentada do que outras.

## Histórico da ópera
O processo de composição da ópera começou em 1911. Os primeiros esboços de Hofmannsthal para o libreto foram baseados numa peça de Goethe, "Conversas de Emigrantes Alemães" (1795). Hofmannsthal lida com o material de Goethe livremente, acrescentando a ideia de dois casais, o imperador e a imperatriz que vêm de outro mundo, e o tintureiro e sua esposa, que pertencem ao mundo comum. Hofmannsthal também adicionou porções das Noites Árabes contos de fada dos irmãos Grimm e até citações do Fausto de Goethe. A ópera é concebida como um conto de fadas sobre o amor abençoado pelo nascimento de uma criança. Hofmannsthal, em suas cartas, compara-a com A Flauta Mágica, de Mozart, que tem um arranjo similar de dois casais.
Strauss começou a compor imediatamente. Ele e Hofmannsthal trabalharam na música e nas letras paralelamente, cada um recebendo inspiração do outro. Strauss ficou satisfeito com o texto de Hofmannsthal, mas pediu-lhe que reescrevesse passagens para fins de efeito dramático. Hofmannsthal resistiu a fazê-lo, estando mais preocupado com o simbolismo por trás do libreto. A ópera estava terminada em 1915, durante a Primeira Guerra Mundial, mas teve de aguardar pela sua estreia até 1919, e Strauss, sabendo que não a veria propriamente encenada naquela conjuntura, não fez esforço para apresentá-la até o final do conflito. A difícil génese da ópera está documentada na correspondência entre compositor e o poeta.
O próprio Strauss chamou sua ópera a "filha da dor" (ele chegou a chamá-la de "Die Frosch", que em alemão significa "sapo", uma sigla com "Die Frau ohne Schatten"). A complexidade do texto e o stress da época de guerra tornaram a sua composição uma tarefa trabalhosa, e Strauss também ficou desapontado com as primeiras produções.

## Música e encenação
Musicalmente, Die Frau ohne Schatten é uma das partituras mais coloridas e complexas de Strauss. Contrastando com as dinâmicas Salomé e Elektra, ela inclui monólogos e cenas extensas. A ópera permanece sendo um desafio para a encenação, mesmo em grandes casas de ópera, uma vez que demanda cinco bons solistas nos extenuantes papéis principais, com primários de primeiro nível, uma grande orquestra, e cenários e efeitos cênicos sofisticados.
Cenicamente, é também uma obra exigente, com várias mudanças de cenário e efeitos especiais. Crianças cantando de dentro de uma frigideira é particularmente difícil de produzir, assim como a cascata de ouro da cena final. Poucas casas de ópera conseguem encenar a obra.
Em 1939, a pedido do regente Clemens Krauss, Strauss modificou duas passagens escritas para o Guardião do Portão para, com menos orquestra, facilitar o entendimento do texto. Em 1946, Strauss criou uma peça orquestral de um só movimento, a Fantasia sobre Die Frau ohne Schatten, baseada em momentos de destaque da ópera, a qual foi estreada em Viena em 1947.
Franz Schalk, o primeiro a reger a ópera, assim a descreveu:

"Os músicos, mesmo aqueles familiares com as obras de Strauss, foram forçados a perceber, após os primeiros ensaios, que a maneira de execução que eles tinham usado até então era inadequada. Eles tinham de achar uma arte de tocar muito mais delicada, uma dinâmica mais diferenciada, um comando completo dos registros médios que deixasse  ouvir até os tons mais escondidos. A partitura não inclui nenhuma voz desimportante, nenhuma polifonia no senso antigo, mas sim um contraponto do todo, frequentemente até mesmo complexos temáticos de harmonia. Uma estrutura polirrítmica de grande ousadia é o necessário resultado."

## Personagens
| Papel                                                                                              | Tipo de voz                          | Estreia, 10 de outubro de 1919 (Franz Schalk) |
| -------------------------------------------------------------------------------------------------- | ------------------------------------ | --------------------------------------------- |
| O Imperador (Der Kaiser)                                                                           | tenor                                | Karl-Aagaard Oestvig                          |
| A Imperatriz (Die Kaiserin), filha de Keikobad                                                     | soprano dramática                    | Maria Jeritza                                 |
| A Ama (Die Amme), sua guardiã                                                                      | mezzo-soprano dramática ou contralto | Lucie Weidt                                   |
| Barak, o Tintureiro (Barak, der Färber)                                                            | baixo-barítono                       | Richard Mayr                                  |
| A Mulher do Tintureiro (Die Färberin)                                                              | soprano dramática                    | Lotte Lehmann                                 |
| O Caolho (Der Einäugige), irmão de Barak                                                           | Baixo                                | Viktor Madin                                  |
| O Maneta (Der Einarmige), irmão de Barak                                                           | baixo                                | Julius Betetto                                |
| O Corcunda (Der Bucklige), irmão de Barak                                                          | tenor ligeiro                        | Anton Arnold                                  |
| O Mensageiro de Keikobad                                                                           | barítono lírico                      | Josef von Manowarda                           |
| A Voz de um Falcão                                                                                 | soprano                              | Felicie Hüni-Mihacsek                         |
| A Aparição de um Jovem                                                                             | tenor ligeiro                        | Elisabeth Schumann                            |
| O Guardião do Portão                                                                               | soprano ou contratenor               | Sybilla Blei                                  |
| Uma Voz das Alturas                                                                                | contralto                            | Maria Olczewska                               |
| Vozes de Seis Crianças Não-Nascidas (Sechs Kinderstimmen)                                          | três sopranos, três barítonos        |                                               |
| Vozes de Três Vigilantes da Cidade (Stimmen Der Wächter Der Stadt)                                 | barítonos                            |                                               |
| Criadas da Imperatriz, outras crianças e crianças mendigas, criados espíritos e vozes de espíritos |                                      |                                               |

O papel da Imperatriz exige uma soprano dramática capaz de também cantar passagens de coloratura contendo trilos, floreios e um Dó5 agudo (tudo isso apenas em seu primeiro solo no Primeiro Ato). Similarmente, qualquer tenor que se arriscar como o Imperador deve poder lidar com numerosas passagens no registro agudo, particularmente sua longa cena solo no Primeiro Ato. O papel da Ama se situa mais confortavelmente na extensão de contralto, mas faz frequentes saltos até o registro mais agudo. A Mulher do Tintureiro também requer uma soprano com voz volumosa o bastante para ser ouvida acima da passagens orquestrais pesadas. O Tintureiro é o papel menos extenuante dentre os protagonistas, mas novamente a orquestração é muito pesada e requer um barítono com potência suficiente para aguentar as três horas e quinze minutos de toda a ópera.

## Sinopse
O enredo da ópera se passa em um império mítico das Ilhas do Sul e envolve cinco personagens principais: o Imperador, a Imperatriz, sua ama, Barak, um tintureiro pobre, e a Mulher do Tintureiro. Um sexto personagem, Keikobad, Rei do Reino Espiritual e pai da Imperatriz, é responsável pela dinâmica da estória, mas nunca aparece no palco. A Imperatriz não é humana: ela foi capturada pelo Imperador na forma de uma gazela. Ela assumiu a forma humana, e ele casou com ela, mas ela não tem sombra. Isso simboliza sua esterilidade. Keikobad decretou que, a menos que a Imperatriz ganhe uma sombra antes do fim da décima segunda lua, ela será reclamada pelo seu pai, e o Imperador virará pedra.

### Primeiro Ato
Cena 1
Amanhece fora dos aposentos do Imperador e da Imperatriz. O Mensageiro de Keikobad chega, e diz à Ama da Imperatriz que esta precisa adquirir uma sombra dentro de três dias ou será forçada a retornar para seu reino, e o Imperador se transformará em pedra. A Ama se empolga com a perspectiva de voltar ao mundo espiritual, pois ela odeia os humanos e ter de lidar com eles. O Mensageiro sai, e o Imperador se levanta. Ele parte para uma viagem de caça de três dias, procurando seu falcão favorito, o qual ele expulsara por atacar a gazela que depois se transformou na Imperatriz. E deixa a esposa aos cuidados da Ama. A Imperatriz surge dos seus aposentos e relembra os tempos quando ela tinha a capacidade de se transformar em qualquer criatura que quisesse. É revelado, então, que, depois de ser atacada pelo falcão vermelho que o Imperador agora procura, ela perdeu um talismã que lhe dava poderes de metamorfose e no qual estava inscrita uma maldição que predizia o destino que ela e o Imperador estão prestes a encarar se ela não ganhar uma sombra. O falcão vermelho aparece, avisa a Imperatriz disso e implora à Ama que a ajude a obter uma sombra. A Ama, que é experiente na magia, sugere descerem até o mundo mortal e acharem uma mulher que venda sua sombra à Imperatriz.
Cena 2
Barak, um velho tintureiro, divide a sua cabana com sua Mulher e seus três irmãos: o Caolho, o Maneta e o Corcunda. Os três irmãos lutam por um produto roubado e são apartados pela Mulher, que joga neles um balde de água. Os genros então discutem com a Mulher. Barak entra e pacifica a situação; a Mulher quer colocar para fora seus parentes, mas seu marido se nega. O Tintureiro deseja ter filhos, mas sua Mulher teme a responsabilidade e secretamente jurou para si mesma não ter nenhum filho. O Tintureiro e seus irmãos vão embora, e a Imperatriz e a Ama chegam disfarçadas. A Mulher quer expulsá-las da casa, mas a Ama conjura visões de luxos e os promete à Mulher em troca da sombra dela. A Mulher concorda em recusar investidas do marido por três dias, durante os quais a Ama e a Imperatriz vão viver na cabana do Tintureiro como parentes pobres que vieram trabalhar como criadas. Barak se aproxima, e a Mulher fica preocupada por não ter feito a janta. A Ama mais uma vez usa sua magia para deixar tudo pronto, incluindo a separação da cama do Tintureiro. A Ama e a Imperatriz desaparecem, enquanto a Mulher ouve, ao longe, as Vozes das Crianças Não-Nascidas lamentando, as quais emergem do peixe que está cozinhando no fogo. O Tintureiro retorna e descobre que foi afastado de seu leito de casal. Inicialmente, ele considera isso um bom presságio, já que sabe que as mulheres agem de modo estranho "durante os primeiros dias", imaginando que a Mulher pode estar grávida; ele ouve os Vigilantes da Cidade cantarem sobre o amor conjugal e acaba concordando em dormir no chão.

### Segundo Ato
Cena 1
A Imperatriz, agindo como uma criada, ajuda o Tintureiro na saída para o trabalho, porém fica transtornada com seu papel, pois Barak é muito gentil com ela. A Ama conjura a imagem de um belo jovem dando vida a uma vassoura, o que deixa a Mulher do Tintureiro tentada. O Tintureiro retorna com seus irmãos famintos e crianças mendigas. Ele teve um magnífico dia no mercado e conseguiu vender todas as suas mercadorias, tendo convidado todos para celebrar. Entretanto, a Mulher acaba estragando a celebração.
Cena 2
O Imperador, guiado pelo falcão vermelho, vê a Imperatriz e a Ama subrepticiamente entrarem no seu alojamento de caça, e suspeita. Quando ele chega mais perto, sente na Imperatriz um cheiro de ser humano. Ele resolve que deve matá-la, mas não consegue cumpri-lo, porque o falcão vermelho não permite que ele o faça a não ser que seja com mãos livres.
Cena 3
Na casa do Tintureiro, este foi dopado pela Ama para adormecer. A Ama novamente conjuta o homem jovem para a Mulher, que fica amedrontada e desperta o Tintureiro. Barak se surpreende ao saber que há um homem na sua casa, mas a sua Mulher logo grita com ele e vai embora até à cidade, deixando o confuso marido sozinho com a Imperatriz, que se sente ainda mais culpada que antes.
Cena 4
A Imperatriz vai dormir no alojamento de caça, mas em seu sono ela é novamente perturbada pelo seu crime e pelo possível destino do Imperador. Ela vê o Imperador entrar num grande salão, que ela reconhece como o reino de seu pai. Um coro invisível canta a maldição do talismã.
Scene 5
No dia seguinte, a Mulher renuncia à sua sombra. Quando a luz revela que ela não tem mais sombra, o Tintureiro, furioso, se apressa em golpeá-la com uma espada que aparece subitamente em sua mão. Ele é interrompido pelos seus irmãos enquanto a Mulher implora por piedade. A Imperatriz se nega a apropriar-se da sombra, pois ela está coberta de sangue. Todos são então tragados pela terra. Um rio inunda toda a casa, e a Imperatriz e a Ama partem em um barco mágico, esperando o julgamento de Keikobad.

### Terceiro Ato
Cena 1
Numa gruta sob o reino de Keikobad, a Mulher é atormentada pelas Vozes das Crianças Não-Nascidas. Ela declara que ama o Tintureiro, que se arrepende de sua tentativa de violência. Uma voz os direciona para escadarias separadas.
Cena 2
A Imperatriz e a Ama chegam diante do templo de Keikobad. A Ama tenta convencer a Imperatriz a escapar, mas ela se lembra dos portões do seu sonho e sabe que seu pai a está esperando do outro lado deles. Ela dispensa a Ama e entra. A Ama prevê as terríveis torturas que aguardam a Imperatriz e ilude a Mulher e Barak, que estão olhando um para o outro: a ela para que morra nas mãos do seu marido; a ele, para que perdoe a mulher e a segure em seus braços. O Mensageiro de Keikobad condena a Ama a vagar pelo mundo mortal.
Cena 3
Dentro do templo, a Imperatriz fala com Keikobad, pedindo perdão e para que encontre seu lugar dentre aqueles que possuem sombras. Keikobad não responde, mas mostra a ela o Imperador já quase petrificado. Uma voz urge que ela beba da Fonte da Vida, que está lá, e reclame a sombra da Mulher para si. Mas se ouve, de fora, o Tintureiro e a Mulher, e a Imperatriz se recusa a retirar a futura felicidade deles, pois ela não pode se tornar humana roubando a humanidade de outrem. Esse ato de renúncia, por fim, a liberta: ela ganha uma sombra, e o Imperador volta ao normal. A cena se transforma, passando para uma bela paisagem: Barak e sua Mulher estão reunidos, e ela recebe sua sombra novamente. Os dois casais então cantam a sua humanidade e louvam suas Crianças Não-Nascidas.